# Apostolische administratie Kaukasus
De Apostolische administratie Kaukasus (Latijn: Apostolica Administratio Caucasi Latinorum) is een rooms-katholieke administratie die rechtstreeks valt onder het gezag van de Heilige Stoel. Zetel van de administratie is de Maria-Tenhemelopnemingkathedraal in Tbilisi.

## Geschiedenis
De administratie werd opgericht door paus Johannes Paulus II op 30 december 1993 met het decreet Quo aptius. Dit gebied behoorde eerder tot het bisdom Tiraspol. In eerste instantie omvatte de administratie de landen Georgië, Armenië en Azerbeidzjan. Op 11 oktober 2000 werd echter de missio sui iuris Bakoe opgericht en werd Azerbeidzjan onttrokken aan de Administratie Kaukasus. Bisschop Giuseppe Pasotto CSS is sinds de oprichting administrator van het gebied.

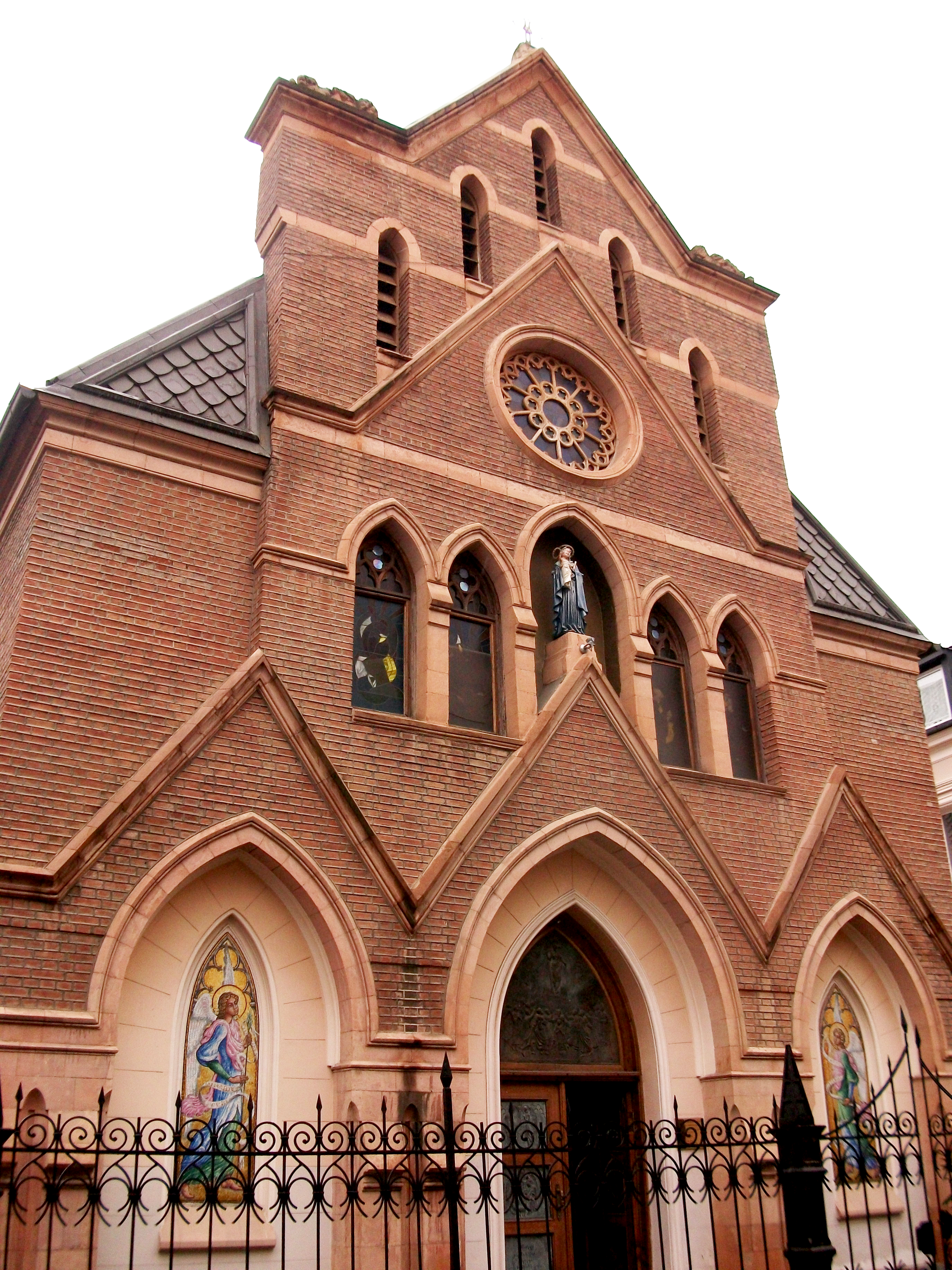
Maria-Tenhemelopneming kathedraal in Tbilisi